# تسا شرام
تسا شرام (هلندی: Tessa Schram؛ زادهٔ ۱۸ اکتبر ۱۹۸۸) بازیگر تلویزیون، بازیگر سینما، و کارگردان فیلم اهل هلند است. وی از سال ۱۹۹۸ میلادی تاکنون مشغول فعالیت بوده‌است.